# 虞集
虞 集（ぐ しゅう、咸淳8年2月20日（1272年3月21日） - 至正8年5月23日（1348年6月20日））は、中国元代の儒学者。字は伯生、号は道園、邵庵先生と称された。南宋で丞相を務めた虞允文の五世の孫にあたる。柳貫・黄溍・掲傒斯とともに「儒林四傑」と称せられる。楊載・掲傒斯・范梈とともに元詩の四大家ともいわれる。

## 生涯
本貫は陵州仁寿県であるが、父の虞汲にしたがって撫州崇仁県に住む。宋末の戦乱期には母の楊氏が『論語』・『孟子』・『左伝』を口授し、3歳の頃から読書をはじめ、父の学友だった呉澄を師として学ぶ。
大徳元年（1297年）に初めて燕京に赴き、大都路儒学教授に任じられ剛直をもって知られた。その後、秘書少監・太常博士に昇進し、丞相のパイジュに知己を得た際に儒者を官吏として任用することを建議している。
仁宗の治世には集賢修撰を務め、文宗が即位すると経筵（皇帝に対し講義をする役職）を兼任し、奎章閣侍書学士となる。関中における飢饉に対し上疏を行ったが、採用されなかった。また『唐会要』及び『宋会要』にならって『経世大典』編纂の総裁に任じられ大規模な編纂事業に携わるが、『祖宗実録』を編纂する時に『元朝秘史』を閲覧することを請うたが許されなかった。皇帝の顧問として下問に答え諫言も多く容れられたが、性格が剛直であったために政敵も多く、しばしば官職を罷免された。順帝が即位した後、病気により致仕して帰郷した。
至正8年（1348年）5月、享年77歳で病没。没後は仁寿郡公に追封された。諡は文靖。虞集の詩の優れているところは整然とした骨格にあり、唐詩を模範として作られたと察せられる。一方、虞集は新しい素材、新しい現実をうたいこなす筆力をも持つ。

## 著書
- 『道園学古録』50巻
- 『道園遺稿』15巻
- 『平猺記』

| 趙孟頫「重江畳嶂図」に題す |                              |
| 昔者長江険                 | 昔は長江の険                 |
| 能生白髪哀                 | 能く白髪の哀しみを生みき     |
| 百年経済盡                 | 百年 経済は尽き              |
| 一日畫圖開                 | 一日 画図開く                |
| 僧寺依稀在                 | 僧寺は依稀として在り         |
| 漁舟浩蕩回                 | 漁舟は浩蕩として回（かえ）る |
| 蕭條数根樹                 | 蕭條たる数根の樹             |
| 時有海潮來                 | 時に海潮の来る有り           |